# 歩兵第66連隊
歩兵第66連隊（ほへいだい66れんたい、歩兵第六十六聯隊）は、大日本帝国陸軍の連隊のひとつ。
本連隊の厨房関係施設の一部が栃木県立宇都宮中央女子高等学校の敷地内に残っており、現在も倉庫として利用されている。倉庫は2000年（平成12年）に「宇都宮中央女子高校赤レンガ倉庫（旧第六十六歩兵連隊倉庫）」として国の登録有形文化財に登録された。

## 沿革
- 1908年（明治41年）

5月8日 - 軍旗拝受
- 1925年（大正14年）5月1日 - 宇垣軍縮により廃止される
- 1937年（昭和12年）

10月 - 動員下令、特設第114師団隷下となる
11月10日 - 杭州湾金山衛に上陸、南京攻略戦に参加
- 1938年（昭和13年）5月 - 徐州会戦に参加
- 1939年（昭和14年）8月 - 帰還、復員
- 1940年（昭和15年）8月 - 軍制改革で、新設.第51師団に編成
- 1941年（昭和16年）

8月 - 広東付近にて警備に就く
12月 - 第23軍隷下に編入された、本連隊基幹の荒木支隊（支隊長：連隊長荒木勝利大佐）が香港の戦いに参加
- 1942年（昭和17年）11月 - 南方転用のためラバウルに進出
- 1943年（昭和18年）

4月 - ラエに到着
6月 - 米・豪軍と激戦を繰り広げる
8月ごろ - キアリに到着、各師団の残存者をウエワクに集結、アイタペ、ホランジアでも絶望的な戦いとなる
- 1945年（昭和20年）

8月 - 終戦

## 歴代連隊長
| 第一次 |            |                         |              |
| 1      | 及川恒昌   | 1907.10.22 - 1909.11.30 |              |
| 2      | 依田昌兮   | 1909.11.30 - 1910.11.30 |              |
| 3      | 秀島七郎   | 1910.11.30 - 1912.9.28  |              |
| 4      | 佐藤房隆   | 1912.9.28 - 1916.11.15  |              |
| 5      | 高田豊樹   | 1916.11.15 -            |              |
| 6      | 貴志弥次郎 | 1918.3.9 -              |              |
| 7      | 大橋博吉   | 1919.7.25 -             |              |
| 8      | 小川永行   | 1922.2.8 -              |              |
| 9      | 国分習也   | 1924.2.4 - 1925.5.1     |              |
| 第二次 |            |                         |              |
| 1      | 山田常太   | 1937.10.12 -            | 中佐         |
| 2      | 岡村勝実   | 1938.7.15 -             |              |
| 3      | 水上源蔵   | 1939.6.1 -              | 1939.9.8復員 |
| 第三次 |            |                         |              |
| 1      | 伊藤忍     | 1940.9.7 -              |              |
| 2      | 荒木勝利   | 1941.7.28 -             |              |
| 末     | 遠藤房俊   | 1944.9.9 -              |              |